# Tomasz Jura

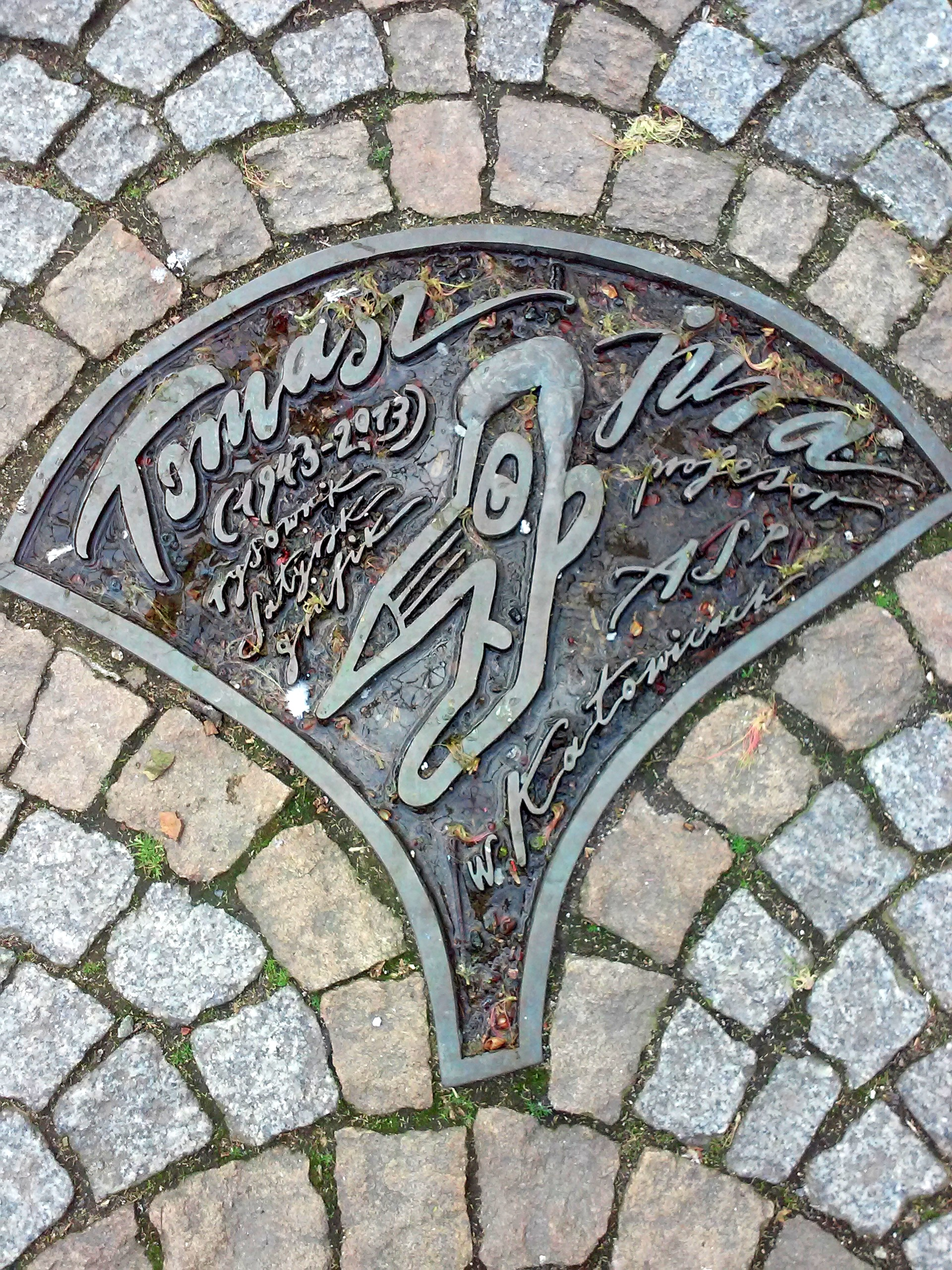
Tablica pamiątkowa Tomasza Jury w Alei Gwiazd Satyrykonu w Legnicy

Tomasz Jura (ur. 7 lipca 1943 w Andrychowie, zm. 30 marca 2013 w Katowicach) – polski plakacista, rysownik, ilustrator, profesor i pedagog.

## Życiorys
Ukończył Akademię Sztuk Pięknych w Krakowie na Wydziale Grafiki Propagandowej w Katowicach. Dyplom z wyróżnieniem uzyskał w 1968 roku w Pracowni Projektowania Graficznego u prof. Tadeusza Grabowskiego. Po obronie dyplomu pracował w macierzystej uczelni jako asystent w Pracowni Plakatu. Następnie kierował pracowniami: Wstępnego Projektowania Graficznego, Projektowania Foto Filmowego, Fotograficzną, Projektowania Graficznego, Ilustracji i Rysunku Użytkowego. W latach 1981–2005 kierował Katedrą Projektowania Graficznego. W latach 1982–1985 pełnił funkcję dziekana uczelni. Tytuł profesora zwyczajnego otrzymał w 1990 roku.
Zajmował się projektowaniem graficznym, plakatem, satyrą, grafiką książkową, prasową i artystyczną. Autor ponad 250 plakatów, 160 grafik oraz ok. 2000 rysunków satyrycznych. Przedstawiciel śląskiej szkoły plakatu. Swoje prace wystawiał w kraju i za granicą m.in. w Biennale Plakatu Polskiego w Katowicach, Międzynarodowym Biennale Plakatu w Warszawie, Biennale Grafiki w Krakowie, Triennale Rysunku we Wrocławiu, Światowej Wystawie Grafiki CCAIC w San Francisco, XYLON we Freiburgu, Europahaus w Wiedniu. Brał także udział w wystawach satyry w Polsce i za granicą.
Był pomysłodawcą i współorganizatorem publicznej obrony prac dyplomowych absolwentów katowickiej ASP, Ogólnopolskiego Przeglądu Grafiki Użytkowej Studentów Wyższych Uczelni AGRAFA, cyklu „Wykłady – Spotkania Autorskie”, organizatorem „Galerii ASP” i opiekunem Studenckiej Galerii „Na schodach”. Był wiceprezesem Zarządu Okręgu Związku Polskich Artystów Plastyków w Katowicach oraz Stowarzyszenia Polskich Artystów Karykaturzystów w Warszawie.
Współpracował z czasopismami: „Ty i Ja”, „Szpilki”, „Playboy”, „Tak i Nie”, „Polityka”, „Nie”, „Panorama”, „Sport”, „Das Magazin” oraz z TVP Katowice.
W 1979 roku wydał książkę pt. „Ona”, wydanie kolejnej pt. „Ona 2" zostało wstrzymane przez cenzurę.

## Nagrody
Zdobył ok. 100 nagród za twórczość plastyczną. Był nagrodzony także za działalność pedagogiczną i organizatorską.
- Złoty medal na VIII Biennale Plakatu Polskiego
- Srebrny Medal na Międzynarodowej Wystawie Grafiki „Intergraphik” w Berlinie
- Nagroda im. Tadeusza Trepkowskiego
- Srebrna Szpilka – nagroda pisma satyrycznego „Szpilki” (dwukrotnie)
- Nagroda Ministra Kultury i Sztuki II i III stopnia
- Nagroda Prezydenta Miasta Katowice
- Nagroda Wojewody Śląskiego
- Nagroda Marszałka Województwa Śląskiego

## Odznaczenia
- Brązowy, Srebrny i Złoty Krzyż Zasługi
- Złota Odznaka Zasłużonego dla Województwa Katowickiego
- Złota Odznaka Związku Polskich Artystów Plastyków
- Krzyż Kawalerski Orderu Odrodzenia Polski
- Medal Komisji Edukacji Narodowej
- Srebrny Medal „Zasłużony Kulturze Gloria Artis” (2007)[6].